# Krokmikromossa
Krokmikromossa (Cephaloziella uncinata) är en levermossart som beskrevs av Schust.. Krokmikromossa ingår i släktet mikromossor, och familjen Cephaloziellaceae. Enligt den svenska rödlistan är arten otillräckligt studerad i Sverige. Arten förekommer i Övre Norrland. Artens livsmiljö är fjäll.